# Gladenbach
Gladenbach é um município da Alemanha, situado no distrito de Marburg-Biedenkopf, no estado de Hesse. Tem 72,28 km² de área, e sua população em 2019 foi estimada em 12.264 habitantes.